# Perinatal
Perinatal (av grekiskans περί, peri, "omkring" och latinets nasci, "att födas") är ett adjektiv som (medicinsk term) som avser tiden kring födseln. Med andra ord avser det eller hör samman med tiden närmast före, under och efter förlossningen.